# Spichernstraße (metrostation)
Spichernstraße is een station van de metro van Berlijn, gelegen nabij de kruising van de Spichernstraße en de Bundesallee in het Berlijnse stadsdeel Wilmersdorf. Het metrostation werd gebouwd als overstappunt voor de lijnen U3 en U9 en kwam in gebruik op 2 juni 1959. Station Spichernstraße heeft de status van monument.
De U3, vroeger bekend als Wilmersdorf-Dahlemer U-Bahn, liep al sinds 1913 onder de Spichernstraße, maar een station was er op de huidige locatie niet. Wel bevond zich ongeveer 200 meter naar het noordoosten het metrostation Nürnberger Platz. Toen men in de jaren 1950 de nieuwe metrolijn G, de huidige U9, aanlegde, werd een overstapstation nodig op de plek waar deze de lijn naar Dahlem kruiste. Bij de samenkomst van de Spichernstraße en de Bundesallee bouwde men daarom een nieuw station met de naam Spichernstraße. Op 2 juni 1959 gingen de treinen van de huidige U3 er stoppen, tegelijk werd het te nabijgelegen station Nürnberger Platz gesloten. Nadat lijn G op 28 augustus 1961 voor het publiek geopend werd kwam station Spichernstraße ook voor deze lijn in gebruik. Door de sluiting van station Nürnberger Platz was op de U3 een voor de binnenstad te grote stationsafstand van ruim 1100 meter ontstaan; om dit te compenseren voegde men tussen Spichernstraße en Wittenbergplatz het nieuwe station Augsburger Straße in, dat zijn deuren opende op 8 mei 1961. Teneinde zo weinig mogelijk in de bestaande tunnel in te grijpen (de treinen bleven tijdens de bouw rijden) werden beide stations uitgerust met zijperrons. Op de nieuwgebouwde lijn G koos men echter, zoals gebruikelijk in de Berlijnse metro, voor een eilandperron.

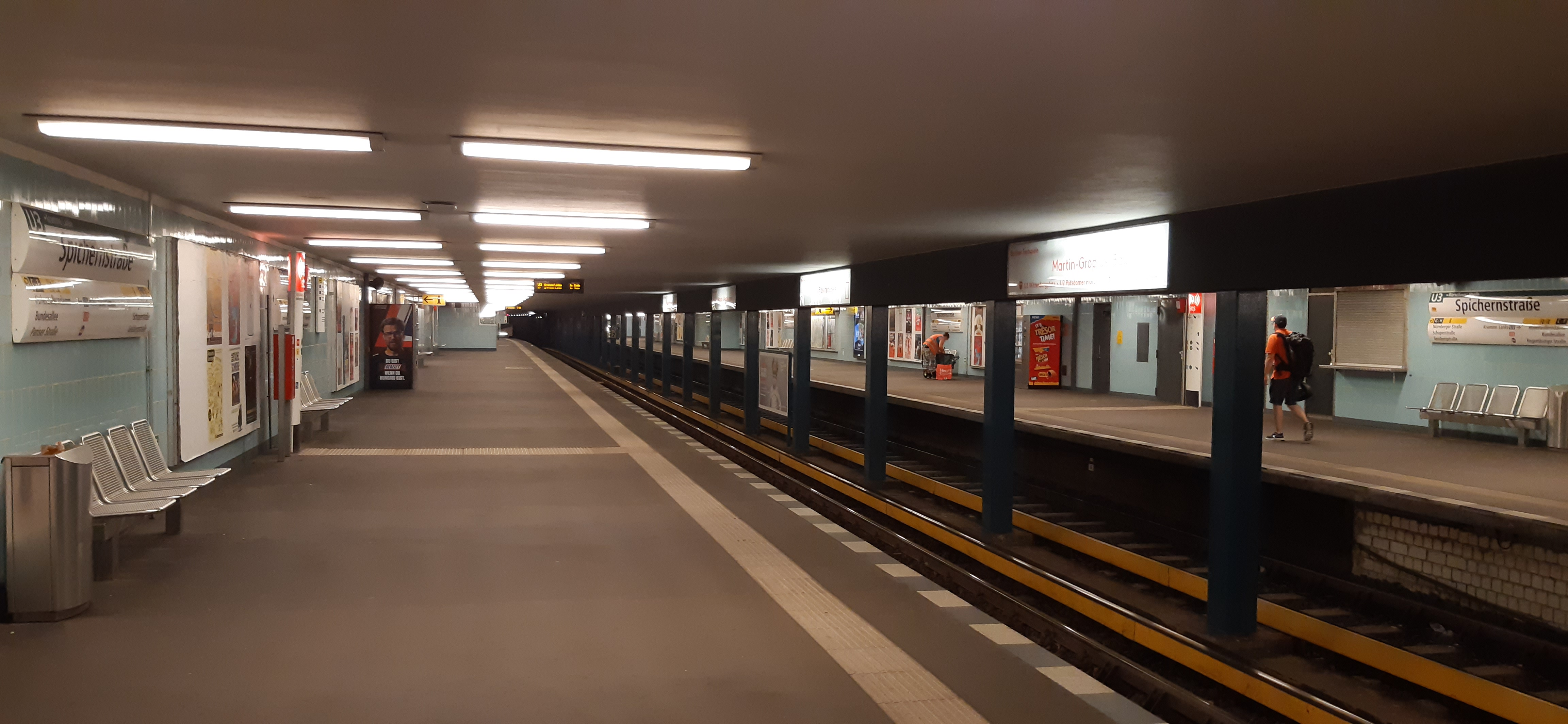
Perrons van de U3

Het metrostation heeft de vorm van een V: de perrons van de U3 liggen onder de Spichernstraße, dat van de U9 bevindt zich onder de Bundesallee. In de punt van de V, waar beide niveaus bij elkaar komen alvorens elkaar te kruisen, bevindt zich een ondergrondse stationshal die toegang geeft tot zowel de U3 als de U9. Daarnaast hebben de perrons eigen uitgangen aan de noordzijde.
Architect Bruno Grimmek, die eveneens tekende voor de overige stations van lijn G, hield het ontwerp van station Spichernstraße eenvoudig en functioneel. Op beide niveaus koos hij voor een betegeling in een blauwe pasteltint. Terwijl het ingevoegde station op de U3 volledig rechthoekig van vorm is, kreeg het niveau waar de U9 stopt een licht gewelfd dak met zeshoekige zuilen, hetgeen evenals het gebruik van pasteltinten kenmerkend is voor Grimmeks stijl. Bij een renovatie van het station aan het begin van de jaren 1990 werden de lichtblauwe tegels van het perron van de U9 vervangen door een witte betegeling met kleurrijke motieven. Eenzelfde aankleding is te vinden in het station Paradestraße op de U6. De perrons van de U3 hebben hun oorspronkelijke blauwe uiterlijk behouden.